# Cyperus limiticola
Cyperus limiticola es una especie de angiosperma de la familia Cyperaceae, nativa de Madagascar.